# Tillislow
Tillislow – przysiółek w Anglii, w Devon. Leży 39,8 km od miasta Plymouth, 53,5 km od miasta Exeter i 307,2 km od Londynu. Tillislow jest wspomniana w Domesday Book (1086) jako Tornelowe/Tornelowa.